# Bundeswehr
Bundeswehr (česky Spolková obrana) jsou ozbrojené síly (Streitkräfte) Spolkové republiky Německo a souvisejících civilních složek. Vznikl roku 1955.

## Organizace
Bundeswehr se skládá z ozbrojených sil a civilních složek. Velitelem bundeswehru je v době míru ministr obrany, v případě války spolkový kancléř. Ozbrojené složky (181 672 vojáků) se dělí na:
- pozemní síly (Heer) se 61 960 vojáky
- letectvo (Luftwaffe) s 26 787 vojáky
- námořnictvo (Marine) s 15 587 vojáky
- ústřední zdravotní službu (Zentraler Sanitätsdienst) s 20 008 vojáky
- základny ozbrojených sil (Streitkräftebasis) s 22 596 vojáky
- Kybernetický a informační prostor (Cyber-und Informationsraum) s 14 076 vojáky

Civilní složky zahrnují úřady teritoriální správy, vyzbrojování, právní a duchovní služby.

## Historie

Voják bundeswehru v prosinci 2010, Afghánistán

Bundeswehr byl založen koncem roku 1955, první odvody proběhly v roce 1956. Během studené války byl páteří konvenčních sil NATO ve střední Evropě. Měl tehdy téměř 500 tisíc vojáků a 170 tisíc civilních pracovníků.
Po znovusjednocení Německa byl bundeswehr i přes pohlcení části ozbrojených sil NDR (50 tisíc vojáků) výrazně početně redukován, zprvu na 370 tisíc vojáků, později na dnešních 248 tisíc.
Od roku 2010 dochází k diskuzi ohledně reformy německých ozbrojených složek. V rámci ní dochází tehdejší ministr obrany Karl-Theodor zu Guttenberg s návrhem zrušení povinné vojenské služby. Reformu dokončuje jeho nástupce Thomas de Maiziére v roce 2011. 
Název bundeswehr jako první navrhl bývalý generál wehrmachtu a liberální politik Hasso von Manteuffel.  Železný kříž (Eisernes Kreuz) , symbol, který má dlouhé spojení s armádou Německa, je jeho oficiální emblém. Schwarzes Kreuz je odvozen od insignie černého kříže středověkých německých rytířů; od roku 1813 se tento symbol používá k označení vojenského vyznamenání pro všechny hodnosti.
Když byl bundeswehr v roce 1955 založen, jeho základní principy byly založeny na vývoji zcela nové vojenské síly pro obranu západního Německa. Bundeswehr se v tomto ohledu nepovažoval za nástupce ani reichswehru (1921–1935) Výmarské republiky, ani Hitlerova wehrmachtu (1935–1945) a nehlásil se k tradicím žádné bývalé německé vojenské organizace.[zdroj⁠?!] Jeho oficiální étos je založen na třech hlavních tématech: 
- cíle vojenských reformátorů na počátku 19. století jako Scharnhorst, Gneisenau a Clausewitz
- chování členů vojenského odporu proti Adolfu Hitlerovi, zejména pokus Clause von Stauffenberga a Henninga von Tresckowa o jeho atentát.
- vlastní tradici od roku 1955.

Jednou z nejviditelnějších tradic moderního bundeswehru je Velké čepobití (Großer Zapfenstreich) . Jedná se o formu vojenské slavnosti, která má svůj původ v éře landsknechtů. SRN obnovila tento formální vojenský ceremoniál v roce 1952, tři roky před založením bundeswehru. Dnes to hraje vojenská kapela se 4 fanfárovými trubači a tympány, sbor bubnů, až dvě doprovodné roty bundeswehru s Wachbataillon (nebo jiné zastoupené jednotky) a nosiči pochodní. Zapfenstreich se provádí pouze při národních oslavách nebo slavnostních veřejných vzpomínkách. Může vyznamenat přítomné významné osobnosti, jako je německý spolkový prezident, nebo poskytnout závěr velkých vojenských cvičení.
Další důležitou tradicí v moderních německých ozbrojených silách je Gelöbnis: slavnostní přísaha dělaná sloužícími profesionálními vojáky a rekruty (a dříve branci) během základního výcviku. Existují dva druhy přísahy: slib pro rekruty a slavnostní slib pro zaměstnance na plný úvazek.
Slib se skládá každoročně 20. července, což je datum, kdy se skupina důstojníků wehrmachtu pokusila v roce 1944 zavraždit Adolfa Hitlera. Rekruti z Wachbataillonu bundeswehru skládají svůj slib (Gelöbnis) v Bendlerblocku v Berlíně. Bylo to sídlo odboje a také místo, kde byli důstojníci po nezdaru pokusu souhrnně popraveni. Národní vzpomínkové akce se konají poblíž v areálu Reichstagu. Podobné akce se konají i v celé Německé republice. Od roku 2011, kdy byla branná povinnost pozastavena, je znění slavnostního slibu pro rekruty na plný úvazek a dobrovolnický personál:
„Ich gelobe, der Bundesrepublik Deutschland treu zu dienen und das Recht und die Freiheit des deutschen Volkes tapfer zu verteidigen.“
„Slibuji, že budu loajálně sloužit Spolkové republice Německo a statečně bránit práva a svobodu německého lidu.“
Obsluhující personál bundeswehru nahradí „Ich gelobe…“ za „Ich schwöre…“. („Přísahám…“). 

## Financování
Německo dlouhodobě neplnilo závazek členských států NATO, aby výdaje na obranu činily alespoň 2 % státního rozpočtu. Po ruské invazi na Ukrajinu se německé vládní i opoziční strany shodly na vytvoření zvláštního zbrojního fondu ve výši 100 miliard eur, který bude stát mimo rozpočet a jehož čerpání bude nezávislé na aktuální vládě. Potřebnou úpravu německé ústavy schválil v červnu 2022 nejprve Spolkový sněm a následně i Spolková rada.

## Galerie

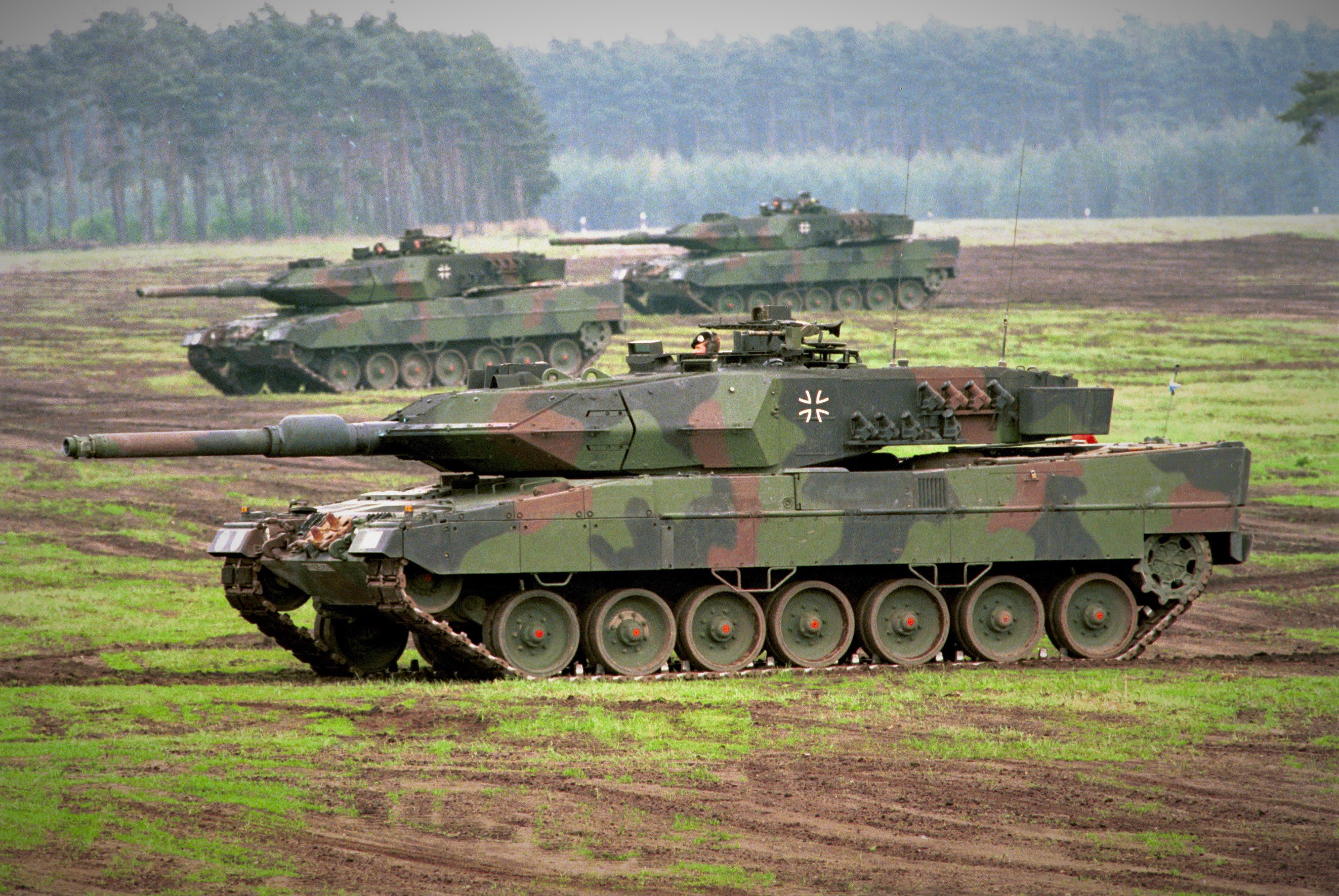
Nejpoužívanější německý tank Leopard  2
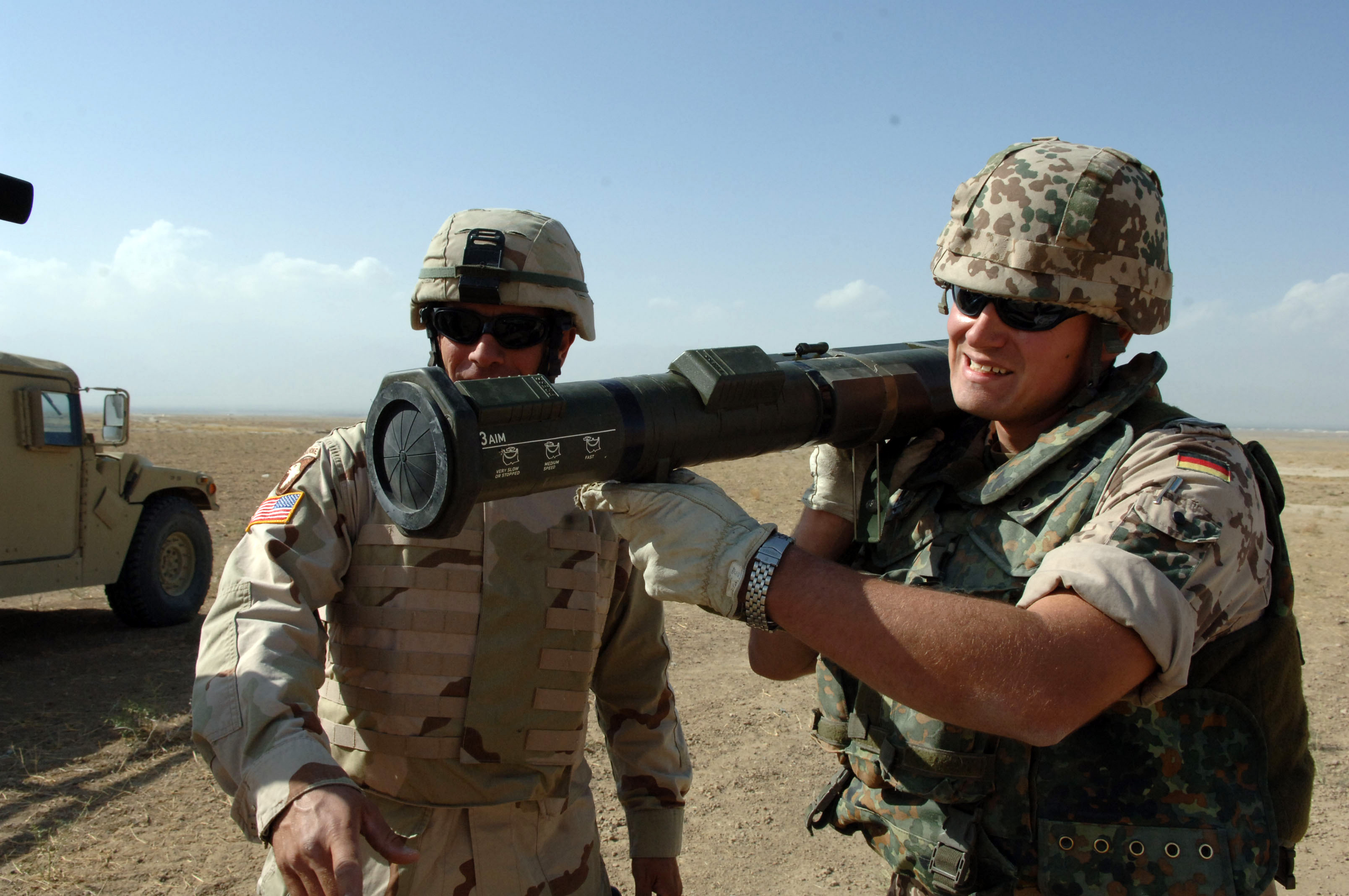
Německý voják v  Afghánistánu
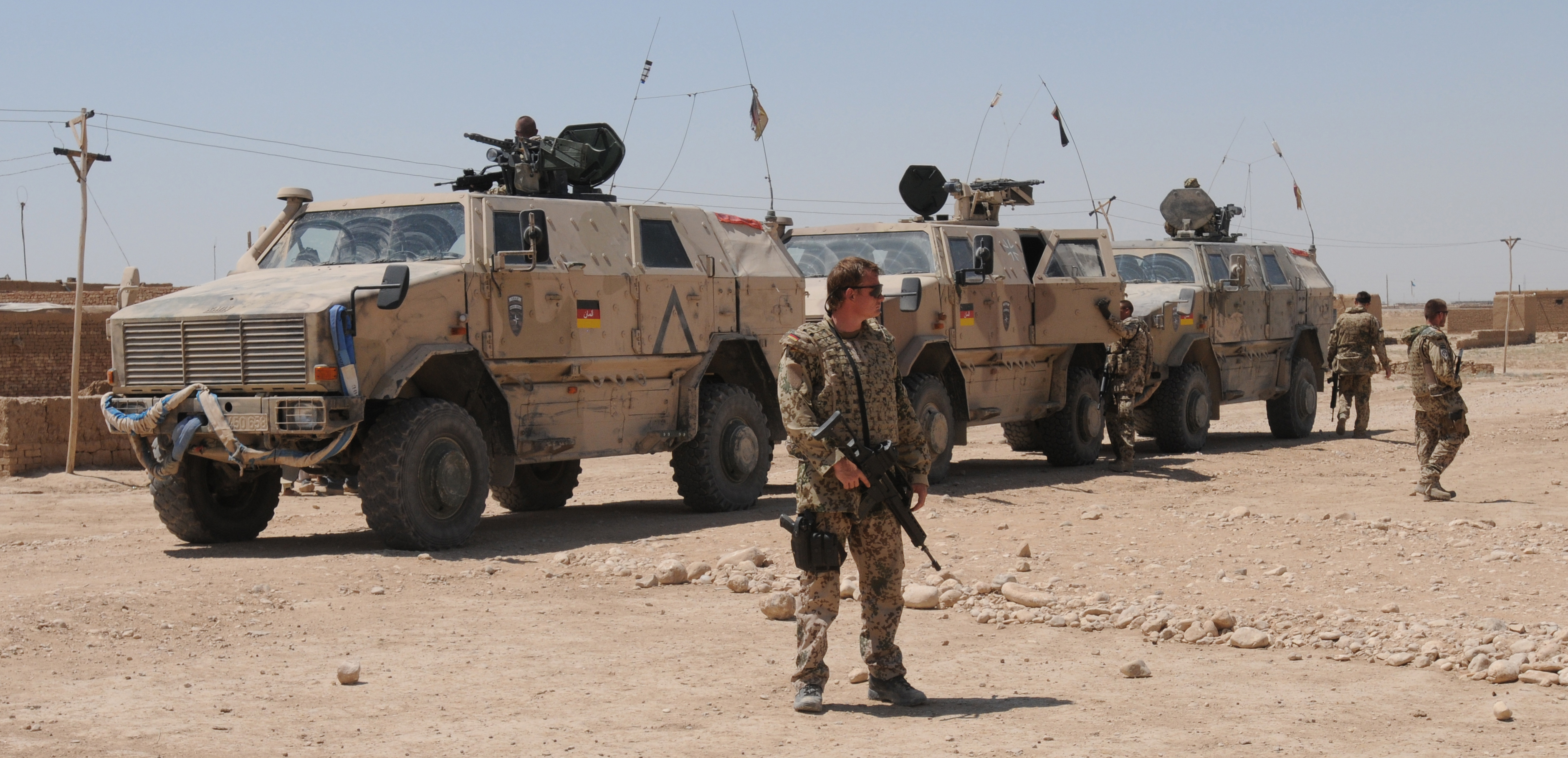
Vozy ATF Dingo během mezinárodní mise v  Afghánistánu
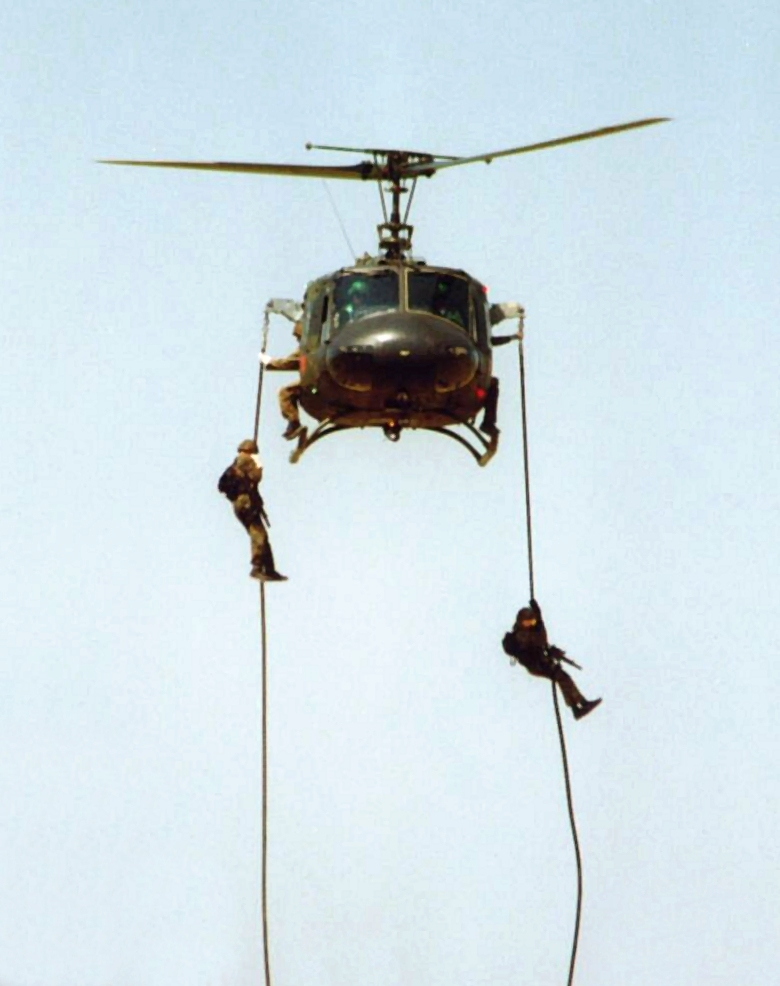
Ukázka slaňování příslušníků Kommando Spezialkräfte z vrtulníku UH-1D, 2000